# Bataille d'Harmanli
 (mai 2024).
Guerre russo-turque de 1877-1878
La bataille d'Harmanli est une action menée par l'avant-garde du détachement du Sud de l'armée russe contre des unités ottomanes dispersées pendant la guerre russo-turque (1877-1878).

## Contexte
Après la défaite du groupe restant de Süleyman Pacha contre le détachement occidental du général Gourko lors de la bataille de Plovdiv et de la bataille qui suivit à Dermendere, Karaagach et Belashtitsa, ses unités dispersées se sont retirées vers les Rhodopes et le long de la vallée de la rivière Maritsa. Avec eux se déplacent, dans un environnement chaotique, des groupes importants de réfugiés turcs.
Après la bataille de Sheynovo, le détachement sud-russe, rencontrant une faible résistance, se dirigea rapidement vers Andrinople.

## La bataille

### Actions des 17 et 18 janvier
Les 4, 5, 16 et 17 janvier, le commandant des forces avancées de l'avant-garde du détachement, le général de division Alexandre Strukov, envoie un escadron de reconnaissance dirigé par le major Chulkov dans la ville d'Harmanli. Un énorme convoi de réfugiés turcs comprenant jusqu'à 3 000 hommes armés et des unités dispersées de l'armée ottomane, venus de Plovdiv, sont repérés à l'est de la ville. À la tête du camp se trouvaient des unités régulières de l'armée ottomane. Les 5 et 17 janvier, l'escadron traversa la voie ferrée menant à Andrinople et entra dans Harmanli.
Après 2 heures, un train en provenance d'Andrinople arrive en gare d'Harmanli avec une délégation ottomane composée de Sever Pacha et Namik Pacha, voyageants pour des négociations avec le grand-duc de Russie Nikolaï Nikolaïevitch. Après le passage du train, le pont ferroviaire sur la rivière Maritsa est incendié par les Turcs et le pont routier est barricadé avec des wagons connectés faisant face au sens de circulation opposé. Après une attaque de contournement par un demi-escadron du régiment russe de Kavalergrad et le long du front par l'escadron du major Chulkov, le pont routier est libéré. Les forces du général de division Strukov (trois régiments de cosaques) traversèrent le pont routier et poursuivirent leur mouvement en direction de la ville de Svilengrad. Dans son rapport au lieutenant-général Mikhaïl Skobelev, ils exprimèrent leur perplexité face aux actions peu stratégiques des Turcs.

### Actions du 19 janvier
Les 6 et 19 janvier, les forces de l'avant-garde du sud établissent une position de défense près d'Harmanli. Le 63e régiment d'Infanterie d'Uglitski, commandé par le colonel Vsevelod Panyutin, renforcé par deux canons et le XI bataillon d'artillerie du colonel Karpov reçoivent l'ordre de fouiller la région du village de Devralii et poussent un grand groupe de réfugiés armés et de soldats de l'armée régulière ottomane à se rassembler. Le matin, un escadron d'espionnage commandé par le major Iskenderbekov établit une colonne de réfugiés et d'unités ottomanes dispersées sur la route Haskovo-Harmanli. La colonne est d'une longueur de 10 km, bloquant la route vers Harmanli et se trouve à l'arrière des forces de l'avant-garde principale. Pour l'espionnage et la possibilité de résistance, le 63e régiment d'Infanterie et le XIe bataillon d'artillerie ont été mis en service. Ils se déplacent sans trace parallèlement à la route dans des chemins de randonnée. Sur la 12e ligne de Harmanli, le régiment est bombardé par des réfugiés et des soldats armés qui utilisent les voitures de la colonne de canons comme boucliers vivants. Le 63e Régiment d'Infanterie se met en ligne de combat et, soutenu par deux canons, attaque la partie de la troupe ottomane qui effectue le bombardement. Le 11e bataillon d'artillerie est en marche. Les forces ottomanes sont rapidement dispersées et fuient dans la forêt à l'ouest de la route. Ils incendient ensuite des villages sur leur route et ont des conflits avec les habitants, qui rejoignent les forces russes, alors que ces dernières sont en train de revenir à leurs positions de départ. Dans la partie attaquée de la forêt, c'est le chaos : le temps est froid et les turcs sont bloqués dans des chariots. Les corps retrouvés sont des corps de réfugiés et de soldats ordinaires. Il n'y a pas de chiffre exact définis mais les pertes turques s'élèvent à environ quelques centaines.
Une fois la bataille terminée, le lieutenant-général Skobelev est arrivé sur les lieux. Un petit groupe de correspondants militaires étrangers l'accompagne. Le correspondant de guerre français Dick de Lonlay décrit les conséquences visibles de la bataille. Sur ordre du lieutenant-général Skobelev, le colonel Panyutin forme une escouade combinée (le lieutenant Gromyko et le lieutenant Kitayski) pour récupérer les wagons abandonnés, les biens et les enfants à Harmanli. L'ordre est exécuté et les enfants sont confiés au maire d'Harmanli, qui a signé un document spécial, pour qu'ils soient nourris et hébergés. Le lieutenant-général Skobelev a envoyé un télégramme au commandant de la XXXe division d'infanterie l'informant des mesures prises. Le lendemain, les réfugiés arrivent en groupe dans la ville, où ils récupèrent les enfants, les biens et la permission de se déplacer librement à Edirne.